# Ngày Độc lập (Albania)
Ngày Độc lập (tiếng Albania: Dita e Pavarësisë) là một ngày lễ quốc gia ở Albania được cử hành vào ngày 28 tháng 11 hằng năm. Đây là ngày lễ kỷ niệm Tuyên ngôn Độc lập Albania (khỏi Đế quốc Ottoman), được Đại hội toàn Albania phê chuẩn vào ngày 28 tháng 11 năm 1912, khai sinh ra Albania độc lập.

## Ý nghĩa
Ngày Độc lập được tổ chức vào ngày 28 tháng 11 hằng năm như một ngày lễ tại Albania, cũng như tại nước ngoài nơi có cộng đồng người Albania hải ngoại sinh sống. Ngày Độc lập kỷ niệm sự kiện Tuyên ngôn Độc lập Albania được phê chuẩn vào ngày 28 tháng 11 năm 1912 và ngày quốc kỳ Albania được Ismail Qemali thượng lên tại thành phố Vlorë. Ngày này vô tình trùng với ngày Skanderbeg thượng lá cờ này lên tại Krujë, vào ngày 28 tháng 11 năm 1443.

## Lịch sử
Công cuộc đấu tranh giành độc lập của Albania bắt đầu từ thế kỷ 15, khi Đế quốc Ottoman nắm quyền cai trị lãnh thổ Albania. Hầu hết các nhà sử học cho rằng cuộc đấu tranh giành độc lập thực sự dẫn đến sự phát triển của chủ nghĩa dân tộc Albania vào thế kỷ 19. Phong trào này đặc biệt mạnh mẽ trong cộng đồng người Albania hải ngoại tại miền Nam nước Ý, những hậu duệ của người Albania rời đất nước sau sự qua đời của Skanderbeg vào thế kỷ 15.